# Liste der portugiesischen Botschafter in Irland
Die Liste der portugiesischen Botschafter in Irland listet die Botschafter der Republik Portugal in der Republik Irland auf. Die beiden Staaten gingen nach der irischen Unabhängigkeit 1921 diplomatische Beziehungen ein, die auf erste Handelsbeziehungen seit dem Mittelalter zurückgehen. Portugal eröffnete seine Vertretung (Legation, 1965 zur Botschaft erhoben) in der irischen Hauptstadt Dublin im Jahr 1946.

## Missionschefs
| Name                                           | Bild   | Amtszeit                              | Anmerkungen                                       |
| Irland                                         | Irland | Irland                                | Irland                                            |
| ---------------------------------------------- | ------ | ------------------------------------- | ------------------------------------------------- |
| Manuel Farrajota Rocheta                       |        | 3. Januar 1946                        | Geschäftsträger                                   |
| Antero Carreiro de Freitas                     |        | 3. Januar 1946 –18. Oktober 1947      | Geschäftsträger                                   |
| Henrique Bacelar Caldeira Queiroz              |        | 18. Oktober 1947 –31. Dezember 1948   | Geschäftsträger, am 28. Oktober 1948 akkreditiert |
| Manuel Nunes da Silva                          |        | 6. Februar 1949 –30. März 1951        | Geschäftsträger, am 22. Februar 1949 akkreditiert |
| Eduardo Brazão                                 |        | 31. März 1951 –29. August 1954        | Geschäftsträger, am 4. April 1951 akkreditiert    |
| Amílcar Lino Franco                            |        | 29. August 1954 –Mai 1960             | Geschäftsträger                                   |
| Albertino dos Santos Matias                    |        | 8. Juni 1960 –18. September 1961      | Geschäftsträger                                   |
| Fernando de Magalhães Cruz                     |        | 19. September 1961 –23. Januar 1964   | Geschäftsträger                                   |
| Armando de Castro e Abreu                      |        | 23. Januar 1964 –7. September 1965    | Geschäftsträger, am 25. Januar 1964               |
| Armando de Castro e Abreu                      |        | 7. September 1965 –23. Januar 1969    | Botschafter, am 13. September 1965 akkreditiert   |
| António Alexandre da Rocha Fontes              |        | 19. Februar 1969 –5. März 1975        | Botschafter, am 1. März 1969 akkreditiert         |
| (ungenannter Leiter der Konsularabteilung)     |        | 5. März 1975 –8. September 1976       | Dienst-Beauftragter                               |
| António José da Câmra Ramalho Ortigão          |        | 8. September 1976 –13. November 1976  | Geschäftsträger                                   |
| Eduardo Augusto Andrade Braga Condé            |        | 13. November 1976 –10. März 1979      | Botschafter, am 20. Januar 1977 akkreditiert      |
| Mário Júlio de Melo e Freitas                  |        | 4. April 1979 –20. März 1984          | Botschafter, am 26. April 1979 akkreditiert       |
| José Gregório Faria Quiteres                   |        | 22. März 1984 –13. November 1985      | Botschafter, am 5. April 1984 akkreditiert        |
| Luís Alberto de Vasconcelos Fernandes Figueira |        | 18. November 1985 –22. April 1988     | Botschafter, am 4. Dezember 1985 akkreditiert     |
| Pedro José Ribeiro de Menezes                  |        | 1. Juni 1988 –22. November 1990       | Botschafter, am 9. Juni 1988 akkreditiert         |
| Luís Martinez Pazos Alonso                     |        | 22. November 1990 –4. April 1995      | Botschafter, am 27. November 1990 akkreditiert    |
| Manuel Lopes da Costa                          |        | Mai 1995–?                            | Botschafter, am 31. Mai 1995 akkreditiert         |
| João de Vallera                                |        | 10. September 1998 –9. September 2002 | Botschafter, am 1. Oktober 1998 akkreditiert      |
| Fernando Manuel de Mendonça d’Oliveira Neves   |        | 9. Oktober 2002 –30. Januar 2005      | Botschafter                                       |
| Paulo Guilherme Pires de Lima de Castilho      |        | 8. Februar 2005 –9. Februar 2009      | Botschafter                                       |
| José Duarte da Câmara Ramalho Ortigão          |        | 13. Februar 2009 –1. Februar 2012     | Botschafter, am 25. Februar 2009 akkreditiert     |
| Bernardo Luís de Carvalho Futscher             |        | 2012 –15. Juni 2017                   | Botschafter, am 22. März 2012 akkreditiert        |
| Miguel Maria Simões Coelho de Almeida e Sousa  |        | seit 18. September 2017               | Botschafter, am 14. November 2017 akkreditiert    |